# Unità amministrativa locale
Le unità amministrative locali (UAL, in francese: Unités administratives locales; o LAU, dall'inglese: local administrative units) sono, in generale, unità amministrative che stanno al di sotto della classificazione di provincia, regione, stato o altra suddivisione statale. Non tutti gli Stati fanno uso di tale classificazione, ma essa può essere adottata dovunque.
A livello dell'Unione europea, le UAL costituiscono l'elemento base per determinare i livelli NUTS delle varie regioni europee. 
Sul piano locale, si possono individuare due livelli unità amministrative:
- UAL 1 (precedentemente denominata con l'acronimo NUTS 4); definita solo per i seguenti Stati membri: Cipro, Estonia, Finlandia, Francia, Germania, Grecia, Irlanda, Lituania, Lussemburgo, Malta, Polonia, Portogallo, Slovacchia, Slovenia e Ungheria.
- UAL 2 (precedentemente denominata con l'acronimo NUTS 5); formata da 112.119 (al 2005) comuni o unità equivalenti nei 27 Stati membri dell'UE.

| Stato           | LAU 1                        | LAU 1         | LAU 2                                           | LAU 2          |
| --------------- | ---------------------------- | ------------- | ----------------------------------------------- | -------------- |
| Austria         | -                            | 0             | Comuni pop. media 4.186 ab.                     | 2.093          |
| Belgio          | -                            | 0             | Comuni pop. media 19.879 ab.                    | 581            |
| Bulgaria        |                              |               | Comuni pop. media 26.603 ab.                    | 265            |
| Cipro           | Distretti                    | 6             | Insediamenti abitati                            | 615            |
| Croazia         | -                            | 0             | Comuni pop. media 7.471 ab.                     | 556            |
| Danimarca       | -                            |               | Comuni pop. media 60.242 ab.                    | 99             |
| Estonia         | Contee                       | 15            | Comuni                                          | 226            |
| Finlandia       |                              | 0             | Comuni pop. media 18.213 ab.                    | 308            |
| Francia         | -                            |               | Comuni pop. media 1.875 ab.                     | 34.956         |
| Germania        |                              |               | Comuni pop. media 7.677 ab.                     | 10.993         |
| Grecia          | Comuni pop. media 33.306 ab. | 326           | Comunità locali                                 | 6.133          |
| Irlanda         | Contee                       | 34            | Distretti elettorali                            | 3.441          |
| Italia          | -                            | 0             | Comuni pop. media 7.589 ab.                     | 7.904          |
| Lettonia        | -                            | 0             | Comuni                                          | 119            |
| Lituania        | Comuni                       | 60            | Borghi                                          | 518            |
| Lussemburgo     | Cantoni                      | 12            | Comuni pop. media 5.902 ab.                     | 102            |
| Malta           | Distretti                    | 6             | Comuni                                          | 68             |
| Paesi Bassi     | -                            | 0             | Comuni pop. media 40.261 ab.                    | 418            |
| Polonia         | Distretti                    | 379           | Comuni                                          | 2.479          |
| Portogallo      | Concelhos o Municípios       | 308           | Freguesias                                      | 3.091          |
| Regno Unito     | -                            | 0             | Distretti ed equivalenti pop. media 177.984 ab. | 383            |
| Repubblica Ceca | Ex-distrettualità            | 77            | Comuni                                          | 6.251          |
| Romania         |                              | 0             | Comuni pop. media 6.173 ab.                     | 3.181          |
| Slovacchia      | Okresy                       | 79            | Obce                                            | 2.928          |
| Slovenia        | Upravne enote                | 58            | Občine                                          | 193            |
| Spagna          | -                            | 0             | Comuni pop. media 5.728 ab.                     | 8.124          |
| Svezia          | -                            | 0             | Comuni pop. media 36.098 ab.                    | 290            |
| Ungheria        |                              |               | Comuni                                          | 3.154          |
| EU-28           |                              | 1.522 (EU-25) |                                                 | 92.119 (EU-25) |

- Comuni della Svizzera: 2.163
pop. media 4.115 ab.
- Comuni del Liechtenstein: 11
pop. media 3.409 ab.